# William Eggleston
William Eggleston (* 27. července 1939, Memphis, Tennessee, USA) je americký novinářský fotograf. Je všeobecně uznáván jako umělec, který dokázal barevnou fotografii prosadit jako legitimní umění v galeriích.

## Život a dílo
Narodil se v Memphisu ve státě Tennessee. Jeho otec byl zemědělský inženýr, který se živil na bavlnářské farmě a jeho matka byla dcerou prominentního soudce. Jako chlapec byl Eggleston introvertní; hrál na piano, kreslil a experimentoval s elektronikou. Od útlého věku se zajímal o audio techniku, vizuální média, sbíral pohlednice a fotografie. V patnácti letech začal studovat Webbovu školu v Tennessee, na kterou později vzpomínal. V jednom rozhovoru řekl: „Připomínalo to spartský způsob budování charakteru. A já nikdy nevěděl, co to mělo znamenat. Bylo to tvrdé a hloupé.“

## Umělecký vývoj
Egglestonovy rané fotografické snahy byly inspirovány pracemi švýcarského fotografa Roberta Franka a knihou Francouze Henri Cartier-Bressona Rozhodující okamžik. Eggleston později připomenul, že to byla "první opravdu dobrá kniha mezi mnoha hroznými knihami... Díky ní jsem se pochopil, co je dobré." Nejdříve fotografoval černobíle, roku 1965 začal experimentovat s barevným a s barevným diapozitivním filmem. Toto médium u něj v šedesátých letech převažovalo. John Szarkowski z newyorského Muzea moderního umění (MOMA) toto období označil za relativní izolaci od jiných umělců.

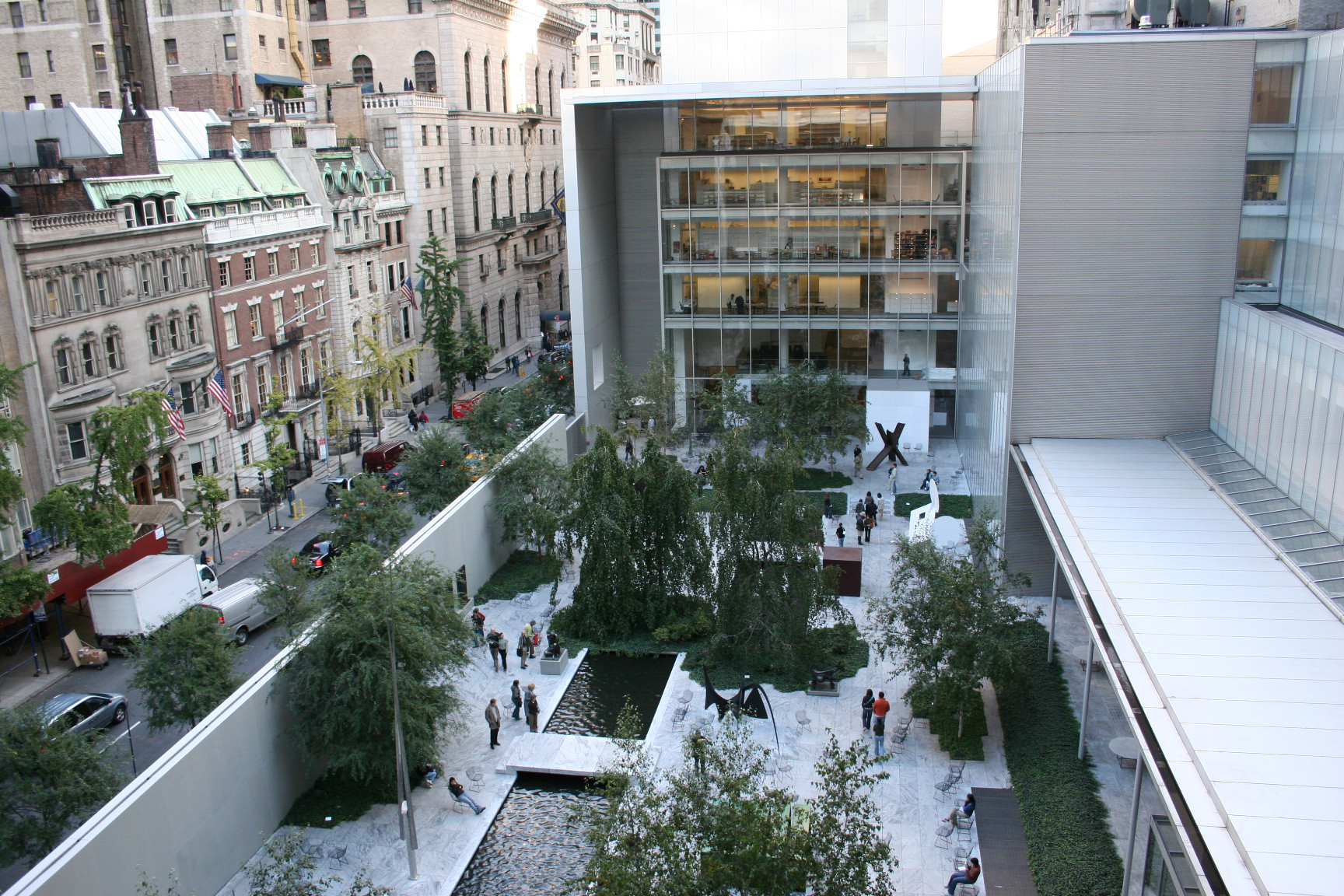
Muzeum moderního umění (MoMA) v New Yorku

Eggleston v letech 1973 a 1974 vyučoval na Harvardově univerzitě, kde připravil své první portfolio s názvem 14 Pictures (1974) složené ze čtrnácti barevných tisků. Tato práce byla součástí výstavy v MOMA o dva roky později a doprovázela ji Příručka Williama Egglestona. Výstava v Moma je považována za rozhodující moment v dějinách fotografie, kdy byla barevná fotografie - podle slov Marka Holborna - „přijata tou nejvyšší validující institucí“. Eggleston byl tedy v historii Moma první, kdo barevné fotografie vystavil.
Přibližně ve stejné době se Eggleston seznámil s Andy Warholem a začal s ním dlouho trvající přátelský vztah. Během tohoto období začal experimentovat s videem, který označil Mark Holborn jako "demokratickou kameru". V sedmdesátých letech vyrobil několik hodin záběrů nazvaných Egglestony hovory Stranded in Canton (Uvízlý v Kantonu). Spisovatel Richard Woodward přirovnal toto dílo k "dementnímu domácímu videu". Obsahují totiž smíchané záběry jeho dětí doma se záběry opilých lidí na párty, veřejné močení, muže kousajícího kuřecí hlavu a jásající davy v New Orleans. Woodward naznačuje, že film odráží Egglestonův "nebojácný naturalismus - přesvědčení, že stojí za to hledat to, co ostatní ignorují."
Příručku William Eggleston's Guide následovaly další knihy a portfolia, například Los Alamos (dokončené roku 1974); masivní Election Eve (1976; portfolio fotografií z okolí Plains, Georgie); The Morals of Vision (1978); Flowers (1978); Wedgwood Blue (1979); Seven (1979); Troubled Waters (1980); The Louisiana Project (1980); William Eggleston's Graceland (1984) The Democratic Forest (1989); Faulkner's Mississippi (1990) a Ancient and Modern (1992).
Eggleston také spolupracoval s filmaři, fotografoval John Hustonův film Annie (1982) a dokumentoval výrobu filmu True Stories Davida Byrneho (1986). Je také hlavním motivem dokumentárního portrétu Michael Almereyda William Eggleston in the Real World (2005). V roce 2008 uspořádalo Whitney Museum amerického umění v New Yorku ve spolupráci s Mnichovským Haus der Kunst retrospektivní výstavu.

## Egglestonova estetika

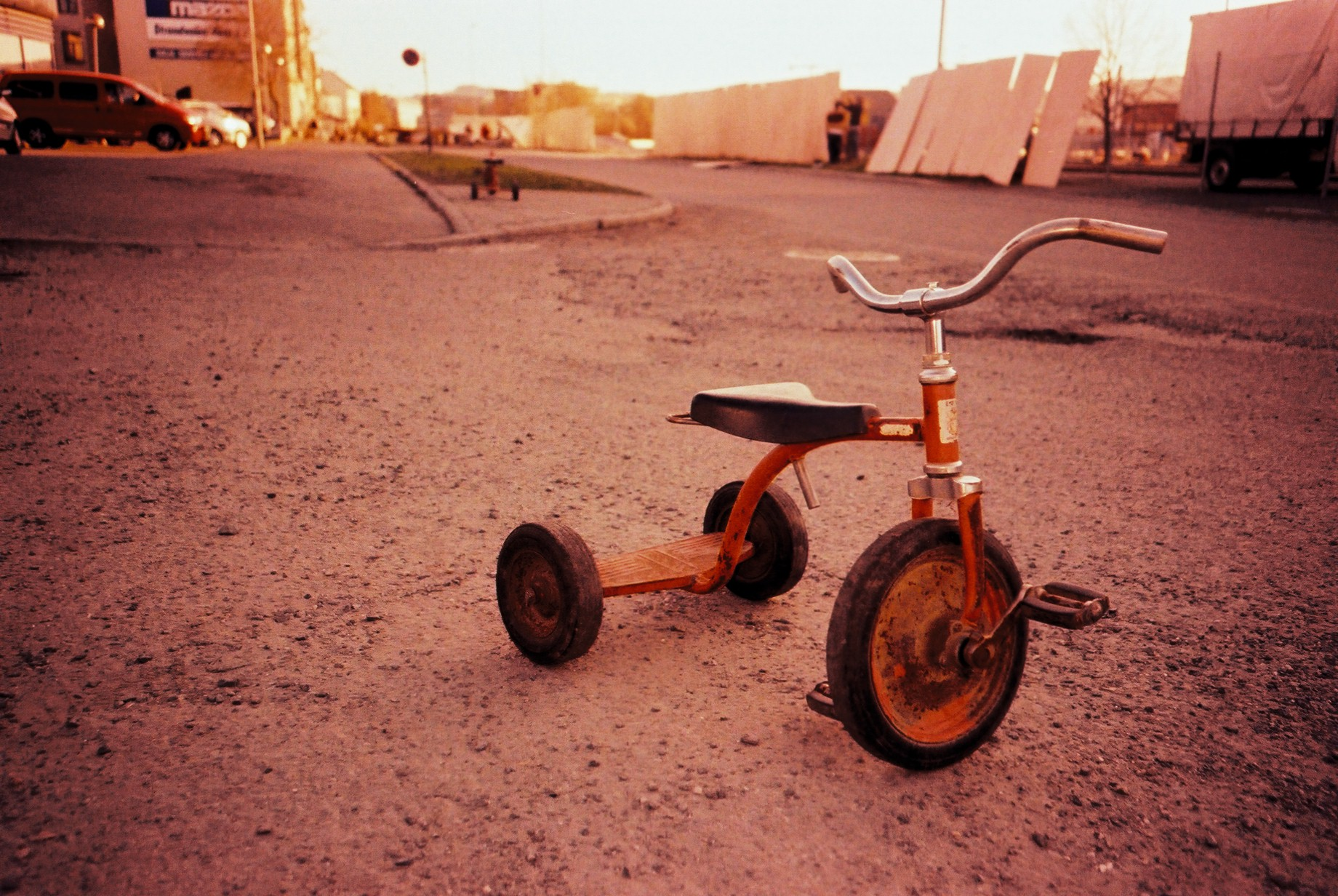
Tříkolka, ilustrační fotografie

Eggleston má jedinečnou schopnost najít krásu a pozoruhodně zobrazit barvy v běžných scénách. Když pes kluše k fotoaparátu; žena stojící na venkovské silnici; řada schránek; staré pneumatiky, prodejní automaty, prázdné a špinavé láhve Coca-Coly, rozsápané plakáty, skladiště, fast food, život běžných obyvatel a jejich okolí na předměstí Memphisu a Mississippi; své přátele, rodinu. Možná nejznámější je jeho snímek obyčejné tříkolky před domem, kterou snímal širokoúhlým objektivem a z podhledu. Všechny tyto obyčejné scény přijímají na Egglestonových fotografiích nový význam v bohatých barvách. Eudora Welty naznačuje, že Eggleston vidí složitost a krásu pozemského světa.
To může pomoci porovnat Egglestonovy práce s dílem jiného slavného Mississippana - William Faulknera, který rovněž čerpal náměty z regionu Mississippi. Oba dva, Eggleston i Faulkner navázali na poznatky z evropské a americké avantgardy s cílem pomoci prozkoumat své okolí novým a překvapivým způsobem.
Filip Gefter z Art & Auction napsal: "Stephen Shore a William Eggleston, průkopníci barevné fotografie v sedmdesátých letech, si (ať již vědomě nebo ne) vypůjčili myšlenku od fotorealistů. Jejich fotografické interpretace americké tradiční čerpací stanice, stolovníků, parkovacích automatů je předpovězeno již ve fotorealistické malbě, která dávno předcházela jejich obrázkům."

## Zastoupení ve sbírkách
- Art Institute of Chicago, Chicago, Illinois, USA[5]